# Ordine di Bernardo O'Higgins
L'Ordine di Bernardo O'Higgins è un ordine cavalleresco cileno.

## Storia
L'Ordine è stato fondato il 28 aprile 1956 venne dedicato al generale e politico Bernardo O'Higgins.

## Classi
L'Ordine dispone delle seguenti classi di benemerenza:
- Gran Croce
- Grand'Ufficiale
- Commendatore
- Ufficiale
- Cavaliere

| Nastri    |           |              |                 |            |
| Cavaliere | Ufficiale | Commendatore | Grand'Ufficiale | Gran Croce |

## Insegne
Il nastro è metà blu e metà rosso.

## Insigniti notabili
- Mohammed VI del Marocco (3 dicembre 2004)
- Silvia Sommerlath (2016)
- Principe Daniel di Svezia (2016)
- Giampaolo Di Paola
- John Patrick Foley (1996)
- Jorge Luis Borges